# Hunt Oil Road
Die Hunt Oil Road ist eine Outbackpiste im Zentrum des australischen Bundesstaates Western Australia. Sie verbindet den Gunbarrel Highway westlich von Everard Junction mit der Great Central Road in der Mitte zwischen der Aboriginessiedlung Warburton und dem Tjukayirla Roadhouse.

## Verlauf
32 km westlich von Everard Junction, an der Westgrenze der Gibson Desert Nature Reserve, zweigt die Hunt Oil Road vom Gunbarrel Highway nach Süden ab und führt zu den beiden Bergen Mount Worsnop und Mount Alliot, die zwischen der Ida Range und der Sutherland Range, nördlich des Salzsees Lake Gillen, liegen. Dort beschreibt der Track eine S-Kurve nach Osten, um seinen Weg anschließend nach Südosten fortzusetzen. Er passiert die Siedlung Kanpa ca. 20 km westlich und trifft ca. 123 km nordöstlich des Tjukayirla Roadhouse auf die Great Central Road.

## Straßenzustand
Die Hunt Oil Road ist auf ihrer gesamten Länge unbefestigt.